# Eremogone paulsenii
Eremogone paulsenii là loài thực vật có hoa thuộc họ Cẩm chướng. Loài này được (H.J.P.Winkl.) Ikonn. mô tả khoa học đầu tiên năm 1973.